# مانومنت (نیومکزیکو)
مانومنت (به انگلیسی: Monument) یک منطقهٔ مسکونی در ایالات متحده آمریکا است که در نیومکزیکو واقع شده‌است. مانومنت ۲۰۶ نفر جمعیت دارد و ۱٬۰۹۷٫۹ متر بالاتر از سطح دریا واقع شده‌است.